# Udea płowa
Udea płowa (Udea fulvalis) – gatunek motyla z rodziny wachlarzykowatych i podrodziny Spilomelinae.

## Taksonomia
Gatunek ten opisany został po raz pierwszy w 1809 roku przez Jacoba Hübnera pod nazwą Pyralis fulvalis. Później przeniesiony został do rodzaju Udea, który to obejmuje ponad 200 gatunków, będąc najliczniejszym w podrodzinie. W obrębie rodzaju udeę płową zalicza się do grupy gatunków numeralis wraz z U. fimbriatralis, U. institialis, U. languidalis, U. lutealis, U. numeralis, U. olivalis i U. ruckdescheli. Wyniki molekularno-morfologicznej analizy filogenetycznej z 2016 roku umieszczają ten gatunek jako bazalny względem kladu obejmującego U. numeralis, U. fimbriatralis, U. languidalis i U. ruckdescheli.

## Morfologia

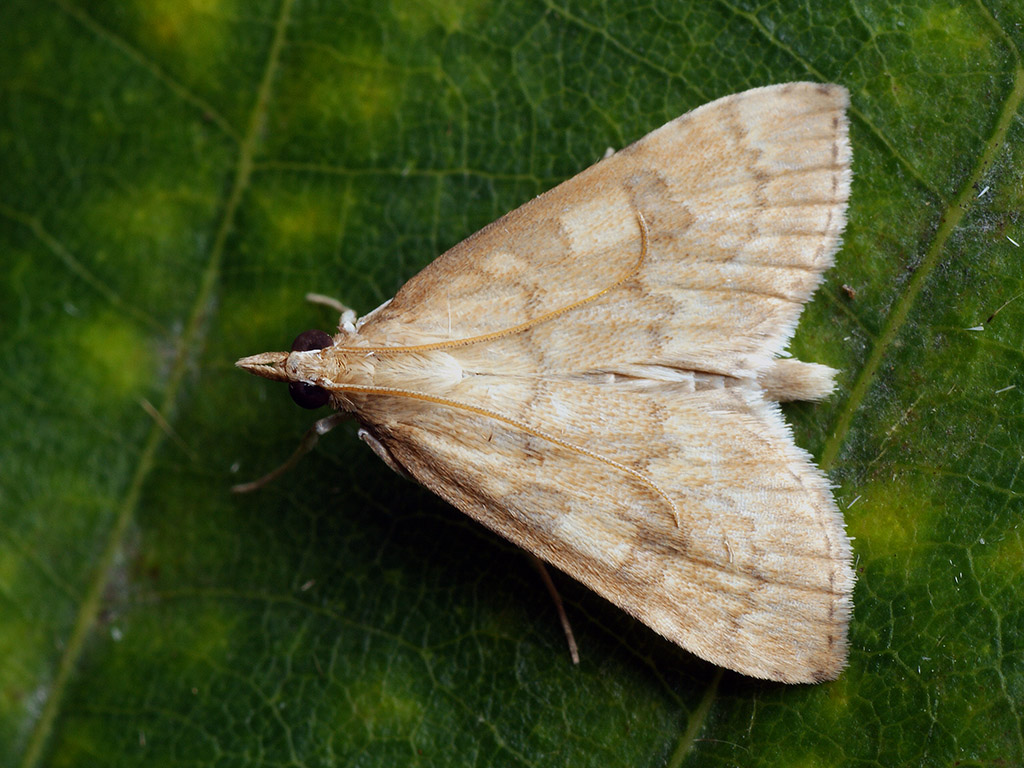
Imago w spoczynku

Motyl ten osiąga od 24 do 29 mm rozpiętości skrzydeł. Ubarwienie i wzór skrzydeł są podobne do wielu innych gatunków z grup numeralis i ferrugalis. Od U. ruckdescheli samca można odróżnić po większym winkulum, dłuższych fibulach oraz krótszej i pozbawionej ząbkowanego żeberka apodemie dystalnej w genitaliach. Samica udei płowej różni się z kolei od U. ruckdescheli rurkowatym przedsionkiem (antrum) genitaliów.

## Ekologia i występowanie
Owad ten zamieszkuje polany, pobrzeża lasów, łąki, parki, ogrody i zarośla. Owady dorosłe aktywne są od lipca do sierpnia. Odżywiają się nektarem. Gąsienice pojawiają się już w sierpniu i wrześniu, jednak odżywiać zaczynają się dopiero na wiosnę, po przezimowaniu. Są fitofagami żerującymi na szałwii łąkowej, mierznicy czarnej i kozibrodzie łąkowym. W warunkach hodowlanych przyjmują też rdest. W literaturze pojawiają się też niepewne doniesienia o żerowaniu na lepnicy czerwonej, natomiast wymienianie jako roślin żywicielskich derenia jadalnego i firletki jest według Erwina Rennwalda błędne.
Gatunek palearktyczny. W Europie znany jest z Hiszpanii, Wielkiej Brytanii, Francji, Belgii, Holandii, Niemiec, Szwajcarii, Austrii, Włoch, Finlandii, Estonii, Łotwy, Litwy, Polski, Czech, Słowacji, Węgier, Białorusi, Ukrainy, Rumunii, Bułgarii, Chorwacji, Bośni i Hercegowiny, Albanii, Macedonii Północnej, Grecji oraz europejskiej części Rosji. Dalej na wschód występuje na Syberii, sięgając aż za Bajkał. W Polsce częstszy jest na północy kraju.